# Le serment de la jeunesse

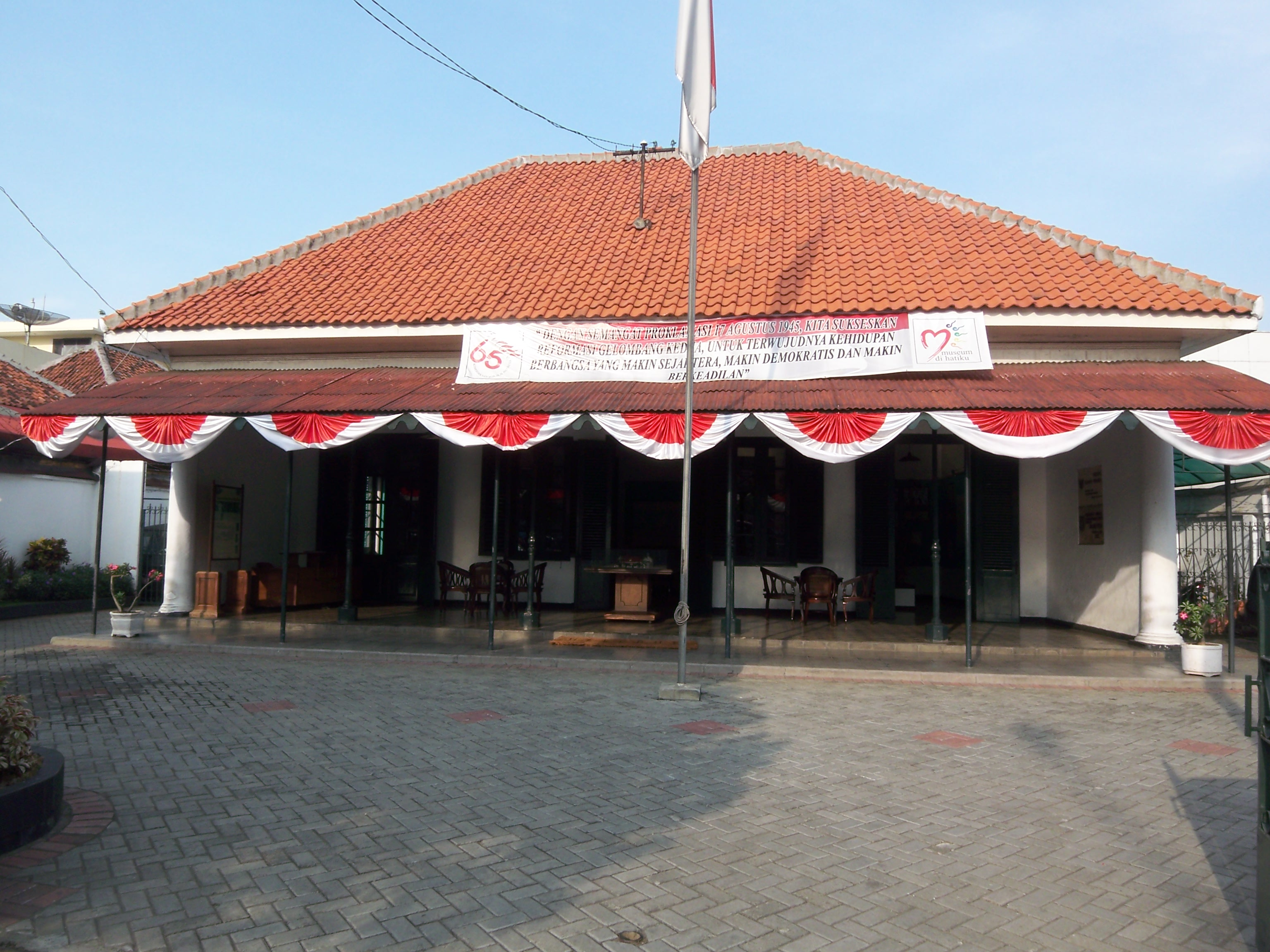
Musée commémoratif du second congrès de la jeunesse.

Le serment de la jeunesse (Sumpah Pemuda en indonésien) est l'épisode fondateur principal de l'histoire du mouvement indépendantiste indonésien. Ce manifeste de la jeunesse indonésienne est la première déclaration des valeurs et idéaux qui devaient présider à la fondation de l'état qui deviendra l'Indonésie moderne.
Ce que l'on qualifie aujourd'hui de "serment de la jeunesse" est en réalité le texte de clôture du second congrès de la jeunesse, se tenant durant deux jours, les 27 et 28 octobre 1928 à Batavia. Il définit les notions de "nation indonésienne", de "peuple indonésien", ainsi que celle de "langue indonésienne". Ces conclusions avait pour vocation d'être utilisées comme base pour toute association et à être diffusées dans les journaux et lues avant toute réunion politique.
Il est intéressant de noter que le terme même d'indonésie, jusqu'ici confiné à un milieu d'intellectuels, est pour la première fois publiquement employé et diffusé. L'appellation "Sumpah Pemuda" n'est quant à elle apparue après le congrès, et n'a pas été revendiquée par ses rédacteurs. Ci-dessous le texte officiel, tel qu'il apparait aujourd'hui au Musée commémoratif. L'orthographe est celle d'origine selon la transcription ejaan van Ophuysen, basée sur la prononciation néerlandaise.

## Le serment
| Texte en indonésien | Traduction en français |
| --- | --- |
| Pertama: Kami poetra dan poetri Indonesia, mengakoe bertoempah darah jang satoe, tanah Indonesia. Kedoea: Kami poetra dan poetri Indonesia mengakoe berbangsa jang satoe, bangsa Indonesia. Ketiga: Kami poetra dan poetri Indonesia mendjoendjoeng bahasa persatoean, bahasa Indonesia. | Premièrement : Nous, fils et filles de l'indonésie, proclamons être d'une origine commune, la patrie indonésienne. Deuxièmement : Nous, fils et filles de l'indonésie, proclamons appartenir à une nation commune, la nation indonésienne. Troisièmement : Nous, fils et filles de l'indonésie, proclamons aspirer à parler une langue commune, la langue indonésienne. |

## Rédaction du texte
Le texte du serment a été écrit par Mohammad Yamin, sur un bout de papier qu'il transmit à Sugondo Djojopuspito alors que Sunario Sastrowardoyo faisait justement son discours, en tant que représentant des scouts. Le trouvant très bien, il les transmit à l'orateur qui les lut à tous.  C'est ensuite Yamin qui explicita chaque affirmation en détail.